# Epiblatticida psyllidiphaga
Epiblatticida psyllidiphaga är en stekelart som beskrevs av Hayat och Singh 2002. Epiblatticida psyllidiphaga ingår i släktet Epiblatticida och familjen sköldlussteklar. Inga underarter finns listade i Catalogue of Life.